# قائمة أفلام 2006

## أعلى عشرة افلام جمعأ للأيرادات في عام 2006
| ترتيب | عنوان                              | استديو                                    | الإيرادات (دولار أمريكي) |
| ----- | ---------------------------------- | ----------------------------------------- | ------------------------ |
| 1.    | قراصنة الكاريبي: صندوق الرجل الميت | أفلام والت ديزني                          | 1,066,179,725            |
| 2.    | شيفرة دا فينشي                     | كولومبيا بيكتشرز                          | 758,239,851              |
| 3.    | العصر الجليدي: الذوبان             | تونتيث سينتشوري فوكس / استديوهات بلو سكاي | 655,388,158              |
| 4.    | كازينو رويال                       | مترو غولدوين ماير / كولومبيا بيكتشرز      | 599,045,960              |
| 5.    | ليلة في المتحف                     | تونتيث سينتشوري فوكس                      | 574,480,052              |
| 6.    | سيارات                             | أفلام والت ديزني / پيكسار                 | 461,983,149              |
| 7.    | رجال-إكس: الوقفة الأخيرة           | تونتيث سينتشوري فوكس                      | 459,359,555              |
| 8.    | مهمة مستحيلة 3                     | باراماونت بيكتشرز                         | 397,850,012              |
| 9.    | عودة سوبرمان                       | وارنر برذرز / ليجنداري بيكتشرز            | 391,081,192              |
| 10.   | الأقدام المرحة                     | وارنر برذرز                               | 384,335,608              |

## قائمة الافلام
- 1/8 دستة أشرار (فيلم)
- 16 بناية (فيلم)
- 200 باوند من الجمال
- 300 (فيلم)
- 36 شارع الصين (فيلم هندي)
- 4 أشهر، 3 أسابيع ويومان
- 90 دقيقة (فيلم)
- الآباء الصغار (فيلم)
- آخر الدنيا
- آخر فيلم (فيلم)
- آخر ملوك اسكتلندا
- آر في
- أ برايري هوم كومبانيون (فيلم)
- أبواب الجنة (فيلم)
- أبوكاليبتو
- أحلام الفيلة
- أحلام حقيقية (فيلم)
- أرض العميان (فيلم)
- أصدقاء مع المال
- أضواء في الغسق (فيلم)
- أطفال رجال
- أفاعي في طائرة
- أم ساري (فيلم)
- أنت وأنا ودوبري (فيلم)
- أوقات فراغ (فيلم)
- أوه جيروزليم
- أيظن (فيلم)
- إيراغون (فيلم)
- الآنسة بوتر
- الأطفال الصغار (فيلم)
- الأفغاني العضلات (فيلم)
- الأقدام المرحة
- الألماس الدموي
- الإجازة (فيلم)
- الانفصال (فيلم)
- البحرية (فيلم)
- البرتقالة المرة (فيلم)
- البنات دول (فيلم)
- التدفق البعيد (فيلم)
- التلال لها عيون
- الثعلب والكلب 2
- الجدار الحديدي (فيلم)
- الجرائم الجنسية والفاتيكان
- الحظيرة (فيلم)
- الحقد 2 (فيلم)
- الدموع الحقيقية
- الذي لا يقهر (فيلم 2006)
- الراعي الصالح
- الرهينة (فيلم)
- السر (فيلم وثائقي)
- السرعة والغضب: قيادة طوكيو
- السعي للسعادة (فيلم)
- السينما 500 كم
- الشيطان يرتدي برادا (فيلم)
- الصورة الأولى (فيلم)
- العالم السفلي: تطور
- العصر الجليدي: الذوبان
- العظمة
- العقد (فيلم)
- العودة (فيلم)
- العيال هربت (فيلم)
- الغواص (فيلم)
- الفتاة التي قفزت عبر الزمن (فيلم)
- الفرقة 16 إجرام (فيلم)
- الفريسة الباردة
- الفطيرة الأمريكية 5: الميل العاري
- الكلب ألفا (فيلم)
- المحقق كونان: لحن وداع المتحرين
- المخادع (فيلم 2006)
- المغادرون
- المكسور (فيلم)
- الملكة (فيلم)
- المنزل المتوحش (فيلم)
- مهمة مستحيلة 3
- الميثاق (فيلم)
- الوجهة النهائية 3
- الوصي (فيلم 2006)
- الولد المشاكس
- امرأة في الماء (فيلم)
- ايه النظام (فيلم)
- بابل (فيلم)
- باريس، أحبك (فيلم)
- بالعربي سندريلا (فيلم)
- بامبي Ⅱ
- بانديداس (فيلم)
- بركات (فيلم)
- بلديون (فيلم)
- بهدوء ، بهدوء (فيلم هندي)
- بورات (فيلم)
- تحت القصف (فيلم)
- تسلل (فيلم)
- تغيير فضفاض (فيلم)
- جعلتني مجرما (فيلم)
- جميع الأولاد يحبون ماندي لين
- حب المليونير الأول
- حقيقة غير مريحة (فيلم)
- حكايات من أراضي البحار
- حليم (فيلم)
- حياة الآخرين
- خلف خطوط العدو 2: محور الشر (فيلم)
- خيانة مشروعة (فيلم)
- داليا السوداء
- دليل لإدراك قديسيك
- دمرت في الحب (فيلم هندي)
- دووم 2
- ديجا فو (فيلم)
- ذا بوبل (فيلم)
- ذا بينك بانتر (فيلم 2006)
- رجل ضائع (فيلم)
- رحلة من الخطبة إلى الزواج (فيلم هندي)
- رذيلة ميامي (فيلم)
- رسائل من إيوو جيما (فيلم)
- روب بي هود
- روكي بالبوا (فيلم)
- ريل باد أرابز
- زخرفة القاعات (فيلم)
- زمردة (فيلم)
- زي الهوا (فيلم)
- سايلنت هيل (فيلم)
- ستة وستين (فيلم)
- سعيد كلاكيت (فيلم)
- سلمى (فيلم كرتوني)
- سنة جيدة (فيلم)
- سنترال (فيلم قصير)
- سو 3 (فيلم)
- سيارات (فيلم)
- شيفرة دا فينشي (فيلم)
- صديق لي (فيلم)
- طرب فاشن (فيلم)
- طرح الصبار (فيلم)
- طريق المجد (فيلم)
- ظاظا (فيلم)
- ظرف طارق (فيلم)
- ظلال الصمت (فيلم)
- عبده مواسم (فيلم)
- عبر السياج
- عطر: قصة قاتل (فيلم)
- على الهوا (فيلم)
- عليا الطرب بالتلاتة (فيلم)
- عمارة يعقوبيان (فيلم)
- عن العشق والهوى (فيلم)
- عندما يتصل غريب (فيلم 2006)
- عودة الندلة (فيلم)
- عودة سوبرمان (فيلم)
- فتيات الحلم (فيلم)
- فشل الانطلاق
- فلافل (فيلم)
- في أش أس كحلوشة (فيلم)
- في فور فنديتا
- في محطة مصر (فيلم)
- فيلم مخيف 4
- فيلم موعد
- فيلم ناروتو: ذعر الحيوان في جزيرة هلال القمر
- قائمة الأفلام المصرية سنة 2006
- قراصنة الكاريبي: صندوق الرجل الميت (فيلم)
- قص ولصق (فيلم)
- قصة الحي الشعبي (فيلم)
- كازينو رويال (فيلم)
- كامل الأوصاف (فيلم)
- كتكوت (فيلم)
- كليك (فيلم)
- كود 36 (فيلم)
- لا مخرج
- لتحي كرطاقو (فيلم)
- لخمة راس (فيلم)
- لعبة الحب (فيلم)
- لعنة الوردة الذهبية (فيلم)
- لوفلي كومبلكس (أنمي)
- لون الزيتون (فيلم)
- ليالي تالاديجا: قصة ريكي بوبي (فيلم)
- ليلة تانياماغاهارا
- ليلة في المتحف (فيلم)
- ما تيجي نرقص (فيلم)
- ماتيريال جيرلز
- ماري أنطوانيت (فيلم 2006)
- متاهة بان
- مجرد حظي
- مسيرة (فيلم)
- مطب صناعي (فيلم)
- معارك حب (فيلم)
- مفيش غير كده (فيلم)
- مكان اسمه الوطن (فيلم)
- ملك وكتابة (فيلم)
- ملكة جمال أطفال سنشاين
- منزل البحيرة (فيلم)
- منزل بيغ ماما 2 (فيلم)
- مهمة صعبة (فيلم)
- موسم صيد (فيلم)
- نادي القتال (فيلم هندي)
- نهار وليل (فيلم)
- هاي سكول ميوزيكال (فيلم)
- واحد من الناس (فيلم)
- وادي الذئاب العراق
- وش إجرام (فيلم)
- يونايتد 93